# 高润
高润（543年—575年9月12日），字子澤，渤海蓨人，北齐追尊神武皇帝高欢的第十四子，馮翊太妃郑大车所生。

## 生平
出生时父母俱已过中年，因而深受喜爱，高欢称之为“千里驹”，高润十四岁时，還與生母郑大车同寢，因而有秽杂的传言。北齐开国时封冯翊王。历位东北道大行台、右仆射、都督、定州刺史，高洋即位後，母親郑大车被尊為馮翊太妃。
鄭大車貌美，她优秀的外貌遗传给了高潤，高润容貌俊美，性格温和，为官清廉严正，摘发隐伪，奸吏无所匿其情，很得嫡兄武成帝的器重。开府王回洛、六州大都督独孤枝两人曾因侵窃官田、受纳贿赂被高润揭发，两人记恨，上表进谗说高润有谋逆之意。高湛发怒道：“冯翊王少小谨慎，在州不为非法，朕信之熟矣。登高远望，人之常情，鼠辈欲横相间构，曲生眉目！”下令打了王回洛二百鞭，独孤枝一百大板。
高润升为尚书令，领太子少师，历司徒、太尉、大司马、司州牧、太保、河南道行台、领录尚书，别封文成郡公、太师、太宰，复为定州刺史。
武平六年（575年）八月六日（575年8月27日）高润患病，八月廿二日（575年9月12日）去世，虚岁卅三，追赠侍中、使持节、假黄钺、冀定沧瀛赵幽安平常朔并肆十二州诸军事、左丞相、太师、录尚书事、冀州刺史，谥文昭，次年二月十一日（576年4月5日）安葬于邺城西北三十里釜水之阴，儿子高茂德袭爵。

## 延伸阅读
[在维基数据编辑]
 《北齊書·卷10》，出自李百药《北齊書》